# Кассієва дорога

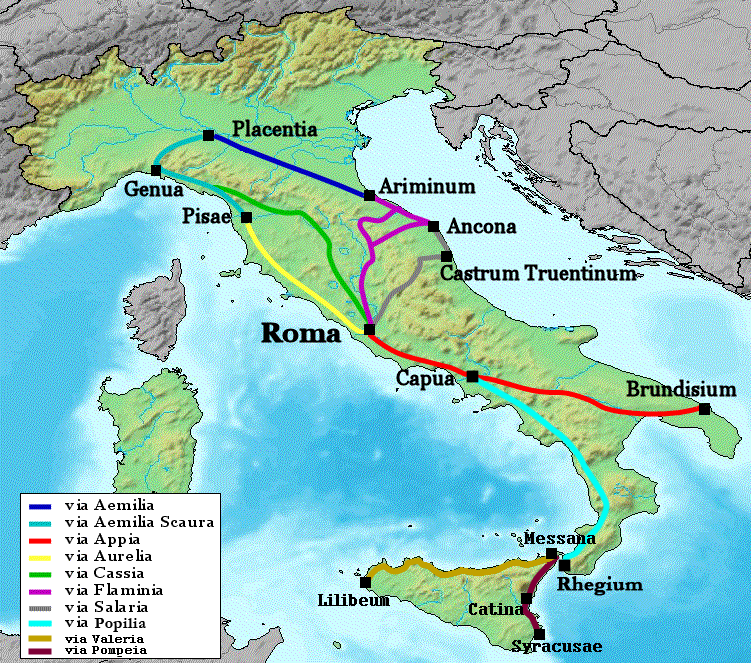
давньоримські дороги в Італії

Кассієва дорога (лат. Vía Cassia) — важлива римська дорога довжиною 130 км, що відгалужувалась від Фламінієвої дороги за Мульвіївим мостом поблизу Риму.
Проходячи недалеко від м. Веї, дорога перетинала Етрурію. Проходила через Баккане (лат. Baccanae), Сутріум (лат. Sutrium, зараз Сутрі), Вульсіній (лат. Vulsinii, зараз Больсена), Клузіум (лат. Clusium), Арретіум (лат. Arretium, зараз Ареццо), Флоренцію, Пісторію (лат. Pistoria, зараз Пістоя), Лукку, з'єднуючись біля Луні з Аврелієвою дорогою.
Зберігала своє значення аж до середньовіччя.
Сучасна дорога SS 2, яка повторює маршрут стародавньої дороги, також носить назву Кассієва дорога.
Назву отримала від роду Кассіїів, проте достеменно невідомо, кого саме. Найбільш імовірними авторами будівництва можуть бути Луцій Кассій Лонгін (децемвір 173 року до н. е., консул 171 року до н. е., цензор 154 року до н. е.) або Луцій Кассій Лонгін Равілла (народний трибун 137 року до н. е., консул 127 року до н. е., цензор 125 року до н. е.)
На даний час на місці Кассієвої дороги збереглись залишки римських мостів, зокрема Ponte San Lorenzo та Ponte San Nicolao.